# Tiszta szívvel
Tiszta szívvel é um filme de comédia húngara de 2016 dirigido e escrito por Attila Till. Foi selecionado como representante de seu país ao Oscar de melhor filme estrangeiro em 2017.

## Elenco
- Szabolcs Thuróczy - Rupaszov
- Zoltán Fenyvesi - Zolika
- Ádám Fekete - Barba Papa
- Mónika Balsai - Zita
- Lídia Danis - Évi